# سائل أيوني

البنية الكيميائية لمركب 1-Butyl-3-methylimidazolium hexafluorophosphate وهو مثال على أحد السوائل الأيونية

السوائل الأيونية (IL) وكذلك السوائل الأيونية بدرجة حرارة الغرفة (RTIL) ) هي أملاح تقل درجة حرارة انصهارها عن 100 درجة مئوية. مثل جميع الأملاح ، فهي تتكون من الأنيونات والكاتيونات . من خلال تغييرها ، يمكن أن تتنوع الخصائص الفيزيائية والكيميائية للسائل الأيوني ضمن حدود واسعة وتحسينها لتلبية المتطلبات الفنية. تستخدم السوائل الأيونية بشكل أساسي كمذيبات ويشار إليها أيضًا بالمذيبات المصممة نظرًا لتنوعها الهيكلي. يمكن استخدامها لإذابة السليلوز وفي العمليات الكهروكيميائية. نظرًا لضغط بخارها المنخفض ، يُشار إليها أيضًا بالمذيبات الخضراء ، ولكن قدرتها على التراكم الأحيائي وسميتها تقف في طريق ذلك. يتعامل البحث الحالي مع تركيب السوائل الأيونية المتوافقة حيوياً .
السوائل الأيونية لها نقطة انصهار منخفضة وهو أمر غير عادي للأملاح. يمكن تفسير ذلك من خلال تركيبها الفراغي ، أي التوسع المكاني للأيونات وعن طريق تحديد موقع الشحنة في [[أنيون|الأنيون]] و [[الكاتيون]]. لذلك ، حتى الطاقة الحرارية المنخفضة كافية للتغلب على الطاقة الشبكية وتفتيت البنية البلورية الصلبة.
من الكاتيونات النموذجية نجد الإيميدازوليوم أو البيريدينيوم والأمونيوم والفوسفونيوم . يتم أخذ الهاليدات والأيونات ضعيفة التنسيق ، مثل رباعي فلوروبورات أو سداسي فلوروفوسفات ، ولكن أيضًا ثلاثي فلورو أسيتات ، ثلاثي الطبقات ، والتوسيلات في الاعتبار كأنيونات .

## قصتها
يمكن تقسيم التاريخ الحديث للسوائل الأيونية إلى ثلاثة أجيال ،  حيث تكون الحدود بينها سائلة. لا يمكن العثور على مطبوعات ا تشير بوضوح إلى بداية الجيل إلا للجيل الأول والثاني. ومع ذلك ، فقد بدأ عد الأجيال فقط في الثمانينيات من القرن الماضي ، عندما تم إنتاج السوائل الأيونية على وجه التحديد ودراستها على أساس خصائصها. نُشرت الأوصاف الأولى للأملاح التي تتوافق مع تعريف السوائل الأيونية منذ عام 1876.

### الأوصاف الأولى (1876-1929)

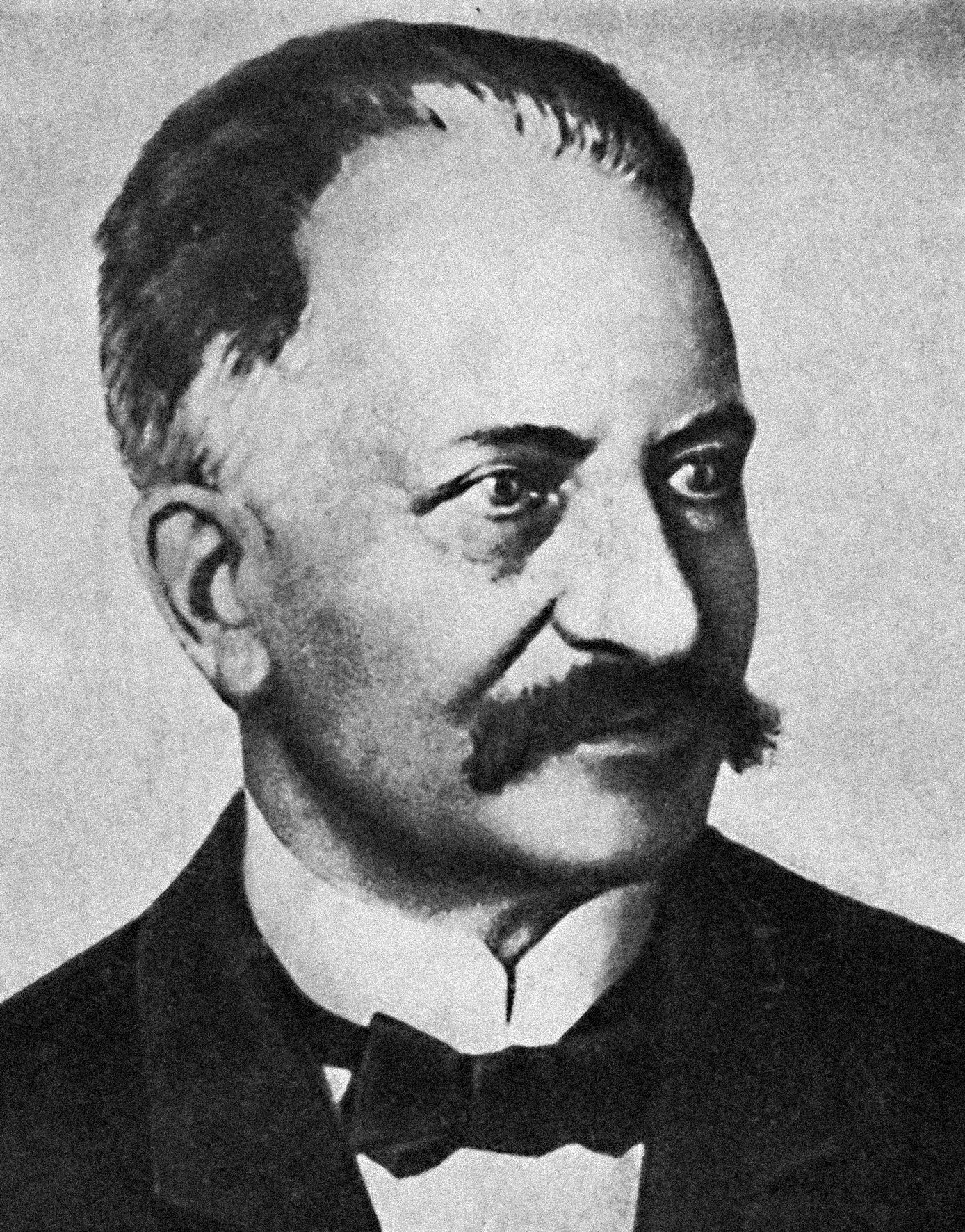
بول والدن

في عام 1876 ، وصف ويليام رامزي البيكولين ومشتقاته ، بما في ذلك بيكولينيوم ثلاثي البروميد وبيكولينيوم ثلاثي يوديد. يتم تحضيره عن طريق خلط الهالوجينات مع هيدروهاليد البيكولين المقابلة لتشكيل أيونات ثلاثي الهاليد Br 3 - و I 3 - . تم تعيين نقطة انصهار تبلغ حوالي 85 درجة مئوية لثلاثي بروميد بيكولينيوم و 79 درجة مئوية لثلاثي يود البيكولينيوم. في عام 1899 ، أمكن الحصول على المزيد من السوائل الأيونية عن طريق ألكلة البيكولين. على سبيل المثال ، تم تعيين نقطة انصهار تبلغ 77 درجة مئوية ليوديد 1-propyl-2-picolinium. يوديد 1-بيوتيل-2-بيكولينيوم المتماثل هو أيضًا سائل أيوني بنقطة انصهار تبلغ 98 درجة مئوية. يُظهر مركب مشابه مع مجموعة إيزوبوتيل نقطة انصهار أقل من -15 درجة مئوية  وبالتالي يمثل أول سائل أيوني سائل عند درجة حرارة الغرفة.

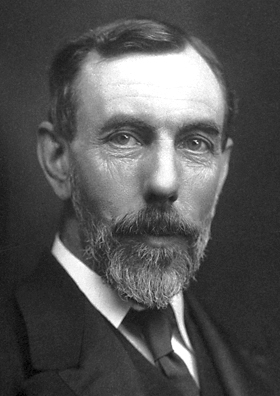
وليام رامزي

مادة أخرى ظل هيكلها الدقيق وبالتالي تصنيفها كسائل أيوني غير معروف لأكثر من 100 عام وهو ما يعرف بالزيت الأحمر . يحدث هذا كمنتج ثانوي في ألكيلات فريدل كرافتس ، والتي تم وصفها لأول مرة في عام 1877. من الناحية الهيكلية ، الزيت الأحمر عبارة عن ملح سائل مع وسيط -Wheland ككاتيون ومركب سباعي كلوريد الديالومين كأنيون.
في عام 1888 ، قام غابرييل ووينر بتحضير ووصف نترات إيثانول أمونيوم بنقطة انصهار تبلغ 52 درجة مئوية.
على الرغم من الأوصاف السابقة ، غالبًا ما يتم وصف نترات إيثيل الأمونيوم (EAN) في المنشورات العلمية على أنها أول سائل أيوني. في عام 1914 ، صنع بول والدن EAN ،  التي كانت درجة انصهارها 12 درجة مئوية ، عن طريق تفاعل إيثيل أمين وحمض النيتريك . على الرغم من أن والدن كان قادرًا على قياس [[موصلية]] EAN ، إلا أن إمكانات السوائل الأيونية ظلت غير مكتشفة. فقط دراسة أجريت عام 1929 على المظلة (مقياس للحجم المولي عند التوتر السطحي المتساوي) لبعض الأملاح فحصت خصائص السوائل الأيونية.

### تطورات أخرى (1950-1972)
في عام 1951 تم وصف أول استخدام للسائل الأيوني. خلط هيرلي ووير بروميد 1-إيثيل بيريدينيوم مع كلوريد الألومنيوم للحصول على سوائل أيونية بتركيبات مختلفة. بتفاوت نسب الخلط من كلوريد الألومنيوم إلى بروميد إيثيل بيريدينيوم ، وجدوا اثنين من المواد سهلة الانصهار : واحدة بنسبة 1: 2 مع نقطة انصهار 45 درجة مئوية والأخرى بنسبة 2: 1 مع نقطة انصهار −40 درجة مئوية. يذوب الخليط 1: 1 عند 88 درجة مئوية وبالتالي فهو سائل أيوني أيضًا. يمكن استخدام هذه السوائل الأيونية للترسيب الكهروكيميائي للألمنيوم على معادن مختلفة.
في عام 1963 وصف نير تفاعل ثلاثي إيثيل الأمونيوم هيدروكلوريد مع كلوريد النحاس الذي نتج عنه منتج سائل. ومع ذلك ، نظرًا لأن المركب غير مستقر في الهواء لأن النحاس (I) يتأكسد ، لم يتم فحصه بشكل أكبر.
تم وصف أول سائل أيوني مع أنيون رباعي فلورو بورات في عام 1966 بواسطة الباحثين Kornblum و Coffey . يمكن الحصول على N -Ethyl-2-ethoxypyridinium tetrafluoroborate ، الذي يذوب عند 47.5-48.5 درجة مئوية ، عن طريق تفاعل ملح الصوديوم 2-pyridone مع ثلاثي إيثيلوكسونيوم رباعي فلورو بورات.
تم استخدام السوائل الأيونية كمذيبات لأول مرة في عام 1972. نجح بارشال في تحضير سائلين أيونيين يعتمدان على رباعي إيثيل الأمونيوم. تم استخدام Trichlorostannate و trichlorogermanate كأنيونات. على وجه الخصوص ، يمكن استخدام ستانات رباعي إيثيل الأمونيوم كمذيب لأنه يمكن أن يذوب بنسبة تصل إلى 7٪ (وزنا) في كلوريد البلاتين (II) . يمكن أن يعمل هذا المحلول كوسيط تفاعل نشط تحفيزيًا للأوليفينات التي يمكن أن تكون مهدرجة أو مهدرجة بالهيدروجين أو كربو ألكوكسيلات . 

## الاستخدامات
يتيح البنية البلورية المتعددة للسوائل الأيونية صلاحية استخدامها في العديد من التطبيقات العملية. فإن استخدامها في العمليات التقنية الكبيرة تبين أهميتها بالنسبة إلى تقنية العمليات الكيميائية والتفاعلات الكيميائية. كذلك لها تطبيقات في التقنية البيلوجية.
كان استخدام السوائل الأيونية في الأول ككهرل (إلكتروليت) في خلايا الوقود ، بطاريات، والمكثفات الكهربائية ، والخلايا الضوئية الملونة ولإعطاء المعادن صفات خاصة. وبالإضافة إلى ذلك تستخدم السوائل الأيونية كأنظمة نموذجية للأسطح الفاصلة بين الإلكترودات والإلكتروليت.
لهاتطبيقات أخرى في نقل الحرارة واستخدامها كمادة مبردة في الثلاجات .
 وكذلك كمحكم أيوني (لمنع التسرب) وفي تحليلات خاصة كسائل عائل للتفاعلات الكيميائية.
كذلك لها استخدامات كمذيبات في معايرة كارل-فيشر و كوسيط في عمليات بلورة البروتينات . وبالنسبة للتخليلات فيمكن استخدامها كمحفزات للتفاعل وكذلك كمذيبات. وفي هذا المجال فتستخدم السوائل الأيونية في الكيمياء العضوية والكيمياء الغير عضوية في التخليق وتحضير البوليمرات وجسيمات النانو.